# Rio Jaguari
Pour les articles homonymes, voir Rio Jaguari (homonymie).
Le rio Jaguari est un cours d'eau brésilien de l'État du Rio Grande do Sul.
C'est un affluent de la rive droite du rio Ibicuí.

## Étymologie
Jaguari, transcrit du tupi-guarani îagûary, signifie « rivière des jaguars » : îagûara signifie « jaguar » et y « eau, rivière ».